# Melanospiza
Melanospiza är ett fågelsläkte i familjen tangaror inom ordningen tättingar. Traditionellt omfattar det endast en art, saintluciatangara (Melanospiza richardsoni). DNA-studier  visar dock att sisitangaran (tidigare kallad skiffergräsfink) i Tiaris är en nära släkting och förs allt oftare dit.